# Animal ! L'Animal...
Pour plus de détails, voir Fiche technique et Distribution.
Animal ! L'Animal… ou Animal au Québec (The Animal) est un film américain de Luke Greenfield sorti en 2001.

## Synopsis
Marvin est un véritable loser et le bouc émissaire de ses collègues policiers. Après avoir été victime d'un terrible accident de voiture, il est soigné par un savant qui lui greffe des organes d'animaux : si cela lui permet de sentir la drogue et de sauver le fils du maire de la noyade, il lui est de plus en plus difficile de se contrôler.

## Fiche technique
- Tire original : The Animal
- Titre français : Animal ! L'Animal…
- Titre québécois : Animal
- Réalisation : Luke Greenfield
- Production : Happy Madison Productions, Revolution Studios
- Scénario :Tom Brady, Rob Schneider

## Distribution
Légende : V. Q. = Version Québécoise
- Rob Schneider (V. Q. : François Godin) : Marvin
- Colleen Haskell (V. F. : Chloé Berthier ; V. Q. : Christine Bellier) : Rianna
- Michael Caton (V. Q. : Luis de Cespedes) : Dr. Wilder
- Edward Asner (V. Q. : Yves Massicotte) : Chef Wilson
- Louis Lombardi : Fatty
- Adam Sandler (V. F. : Serge Faliu) : Townie
- John C. McGinley (V. F. : Marc Bretonnière ; V. Q. : Denis Mercier) : Sergent Sisk
- Guy Torry (V. Q. : Louis-Philippe Dandenault) : Miles